# Manínská tiesňava
Manínska tiesňava skalní soutěska, která se nachází nedaleko Považské Bystrice v pohoří Súľovské vrchy. Soutěska je chráněna jako národní přírodní rezervace v katastrálním území obce Považská Teplá, která je částí města Považská Bystrica v Trenčínském kraji na Slovensku. Území bylo vyhlášeno v roce 1967 a jeho rozloha je 117,63 hektaru.

## Přírodní poměry
Epigenetický zlom vytvořený zařezáním Manínského potoka, který rozdělil Manínské bradlo na dvě části – Veľký a Malý Manín. Vlhké mikroklima vysokých skalních stěn a útvarů umožňuje výskyt horských druhů rostlin a živočichů v malé nadmořské výšce. Ve výslunných polohách skalních stěn se pak nachází teplomilné druhy.

## Symbolický hřbitov
Symbolický hřbitov je pietní místo, které se nachází na místě zvaném Pohádková loučka (slovensky Rozprávková lúčka). Bylo založeno Horolezeckým klubem Manín jako vzpomínka na horolezce, kteří tragicky zemřeli. Je tvořen dřevěným křížem a pamětními dekami připevněnými ke skále.

## Galerie

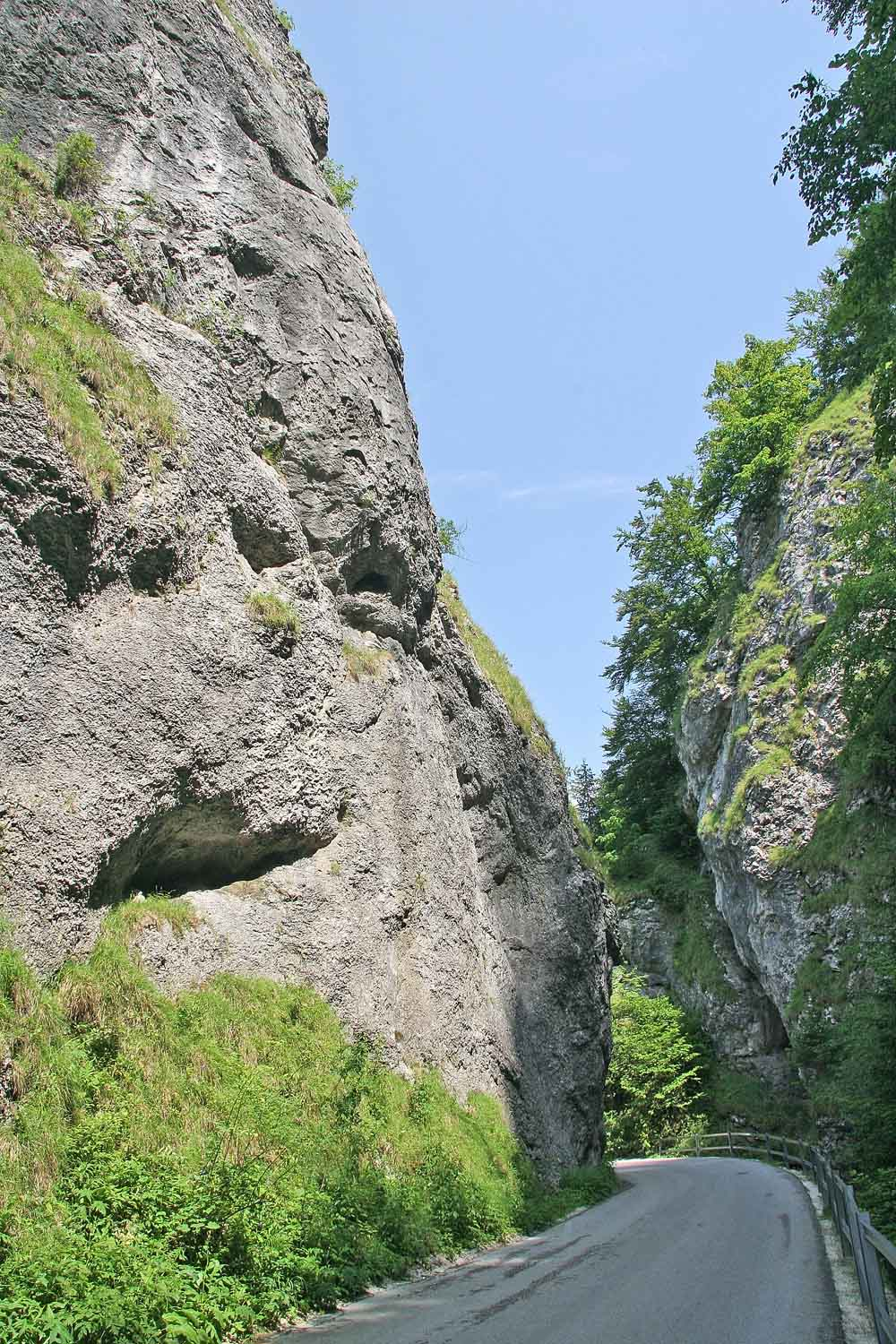
Manínská tiesňava
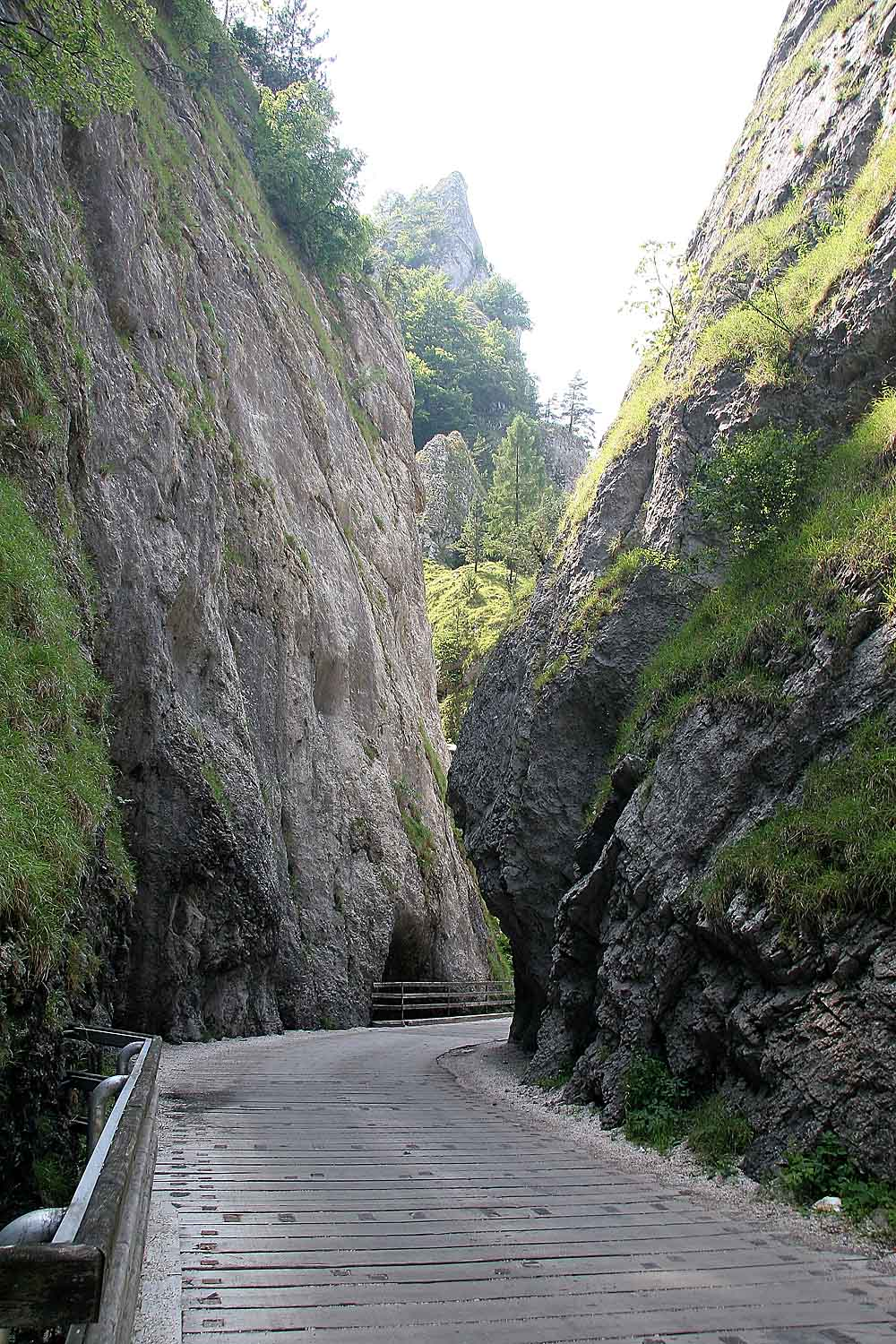
Manínská tiesňava
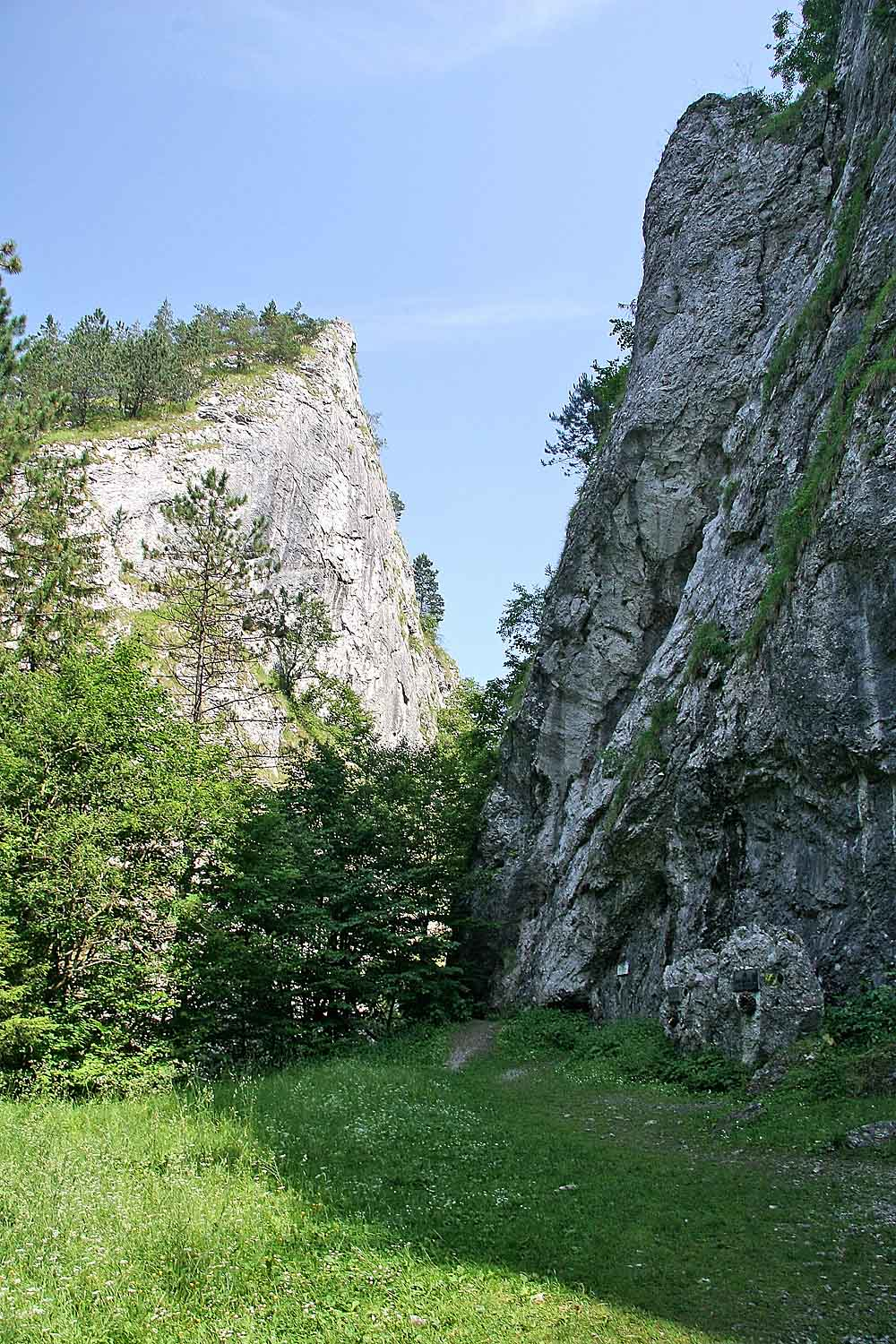
Manínská tiesňava - skála u symbolického hřbitova
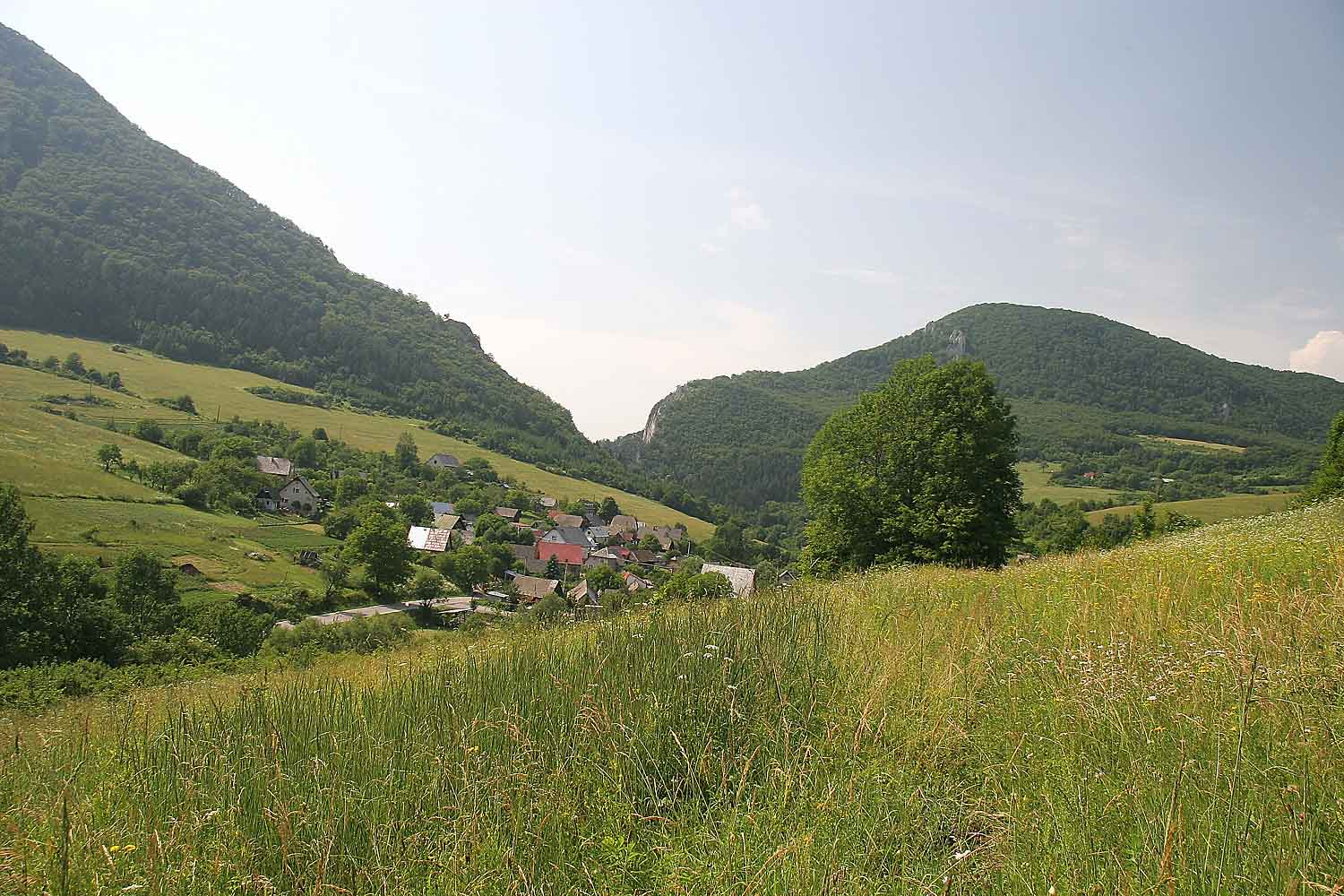
Manínská tiesňava od osady Zaskalie
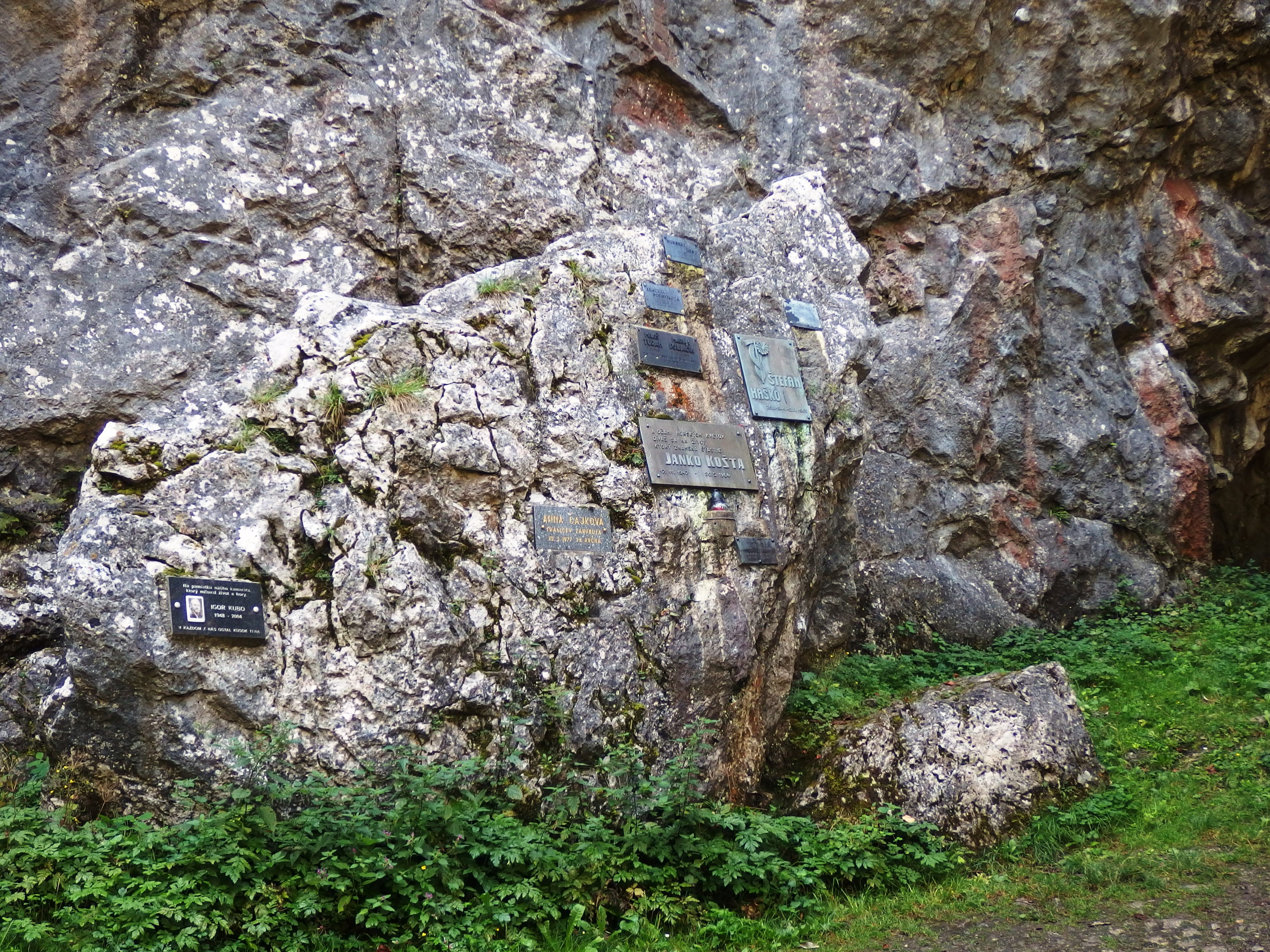
Symbolický hřbitov
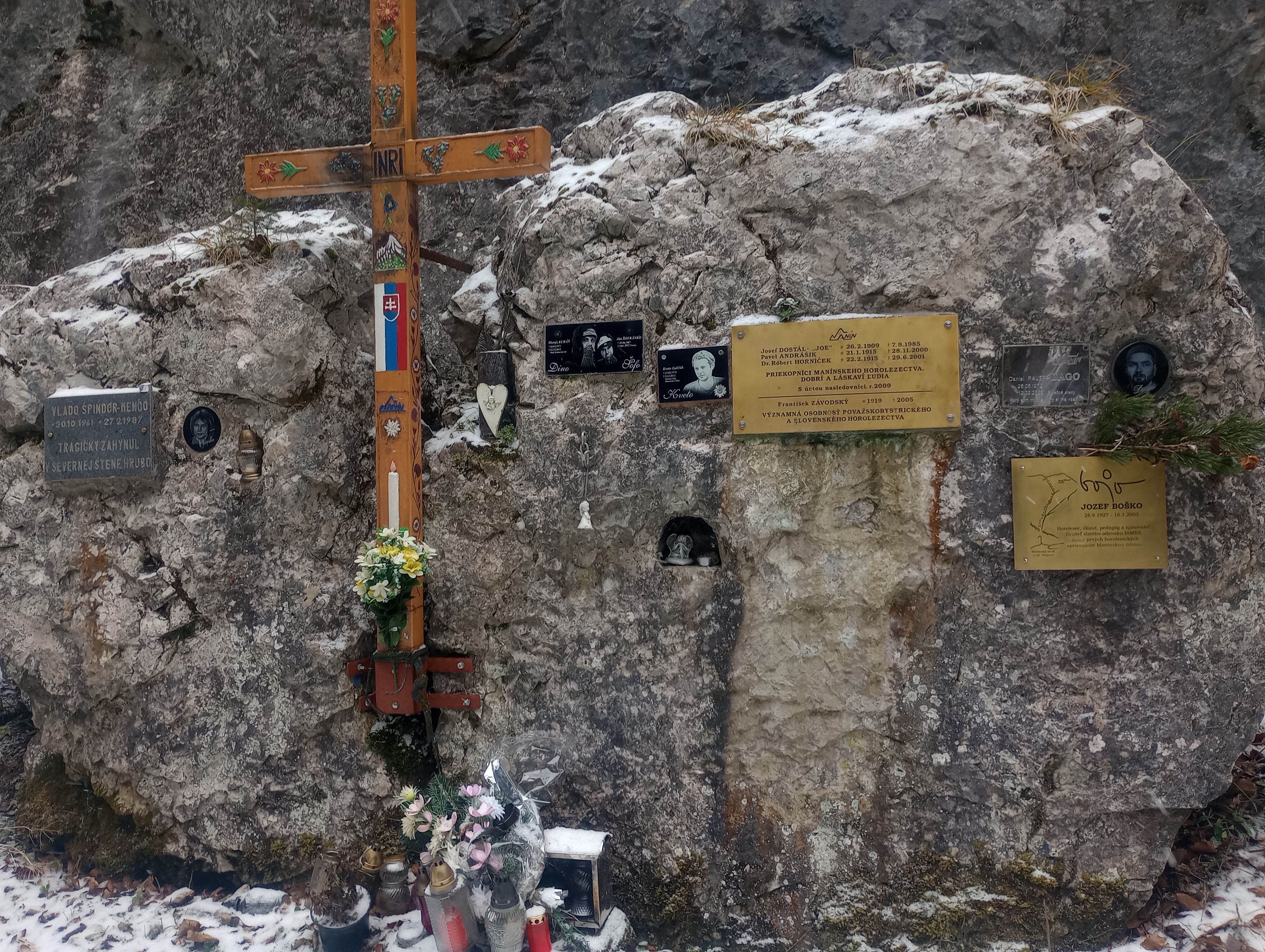
Symbolický hřbitov